# Marian Zawadzki
Marian Wawrzyn Zawadzki (ur. 7 listopada 1933 w Szamotułach, zm. 21 września 2012) – polski rolnik i polityk, poseł na Sejm X kadencji.

## Życiorys
Ukończył w 1959 Technikum Rolnicze. Był długoletnim prezesem Kombinatu Rolniczego Spółdzielczego Buszewko. W latach 1976–1988 zasiadał w Wojewódzkiej Radzie Narodowej w Poznaniu. Był członkiem egzekutywy Komitetu Wojewódzkiego Polskiej Zjednoczonej Partii Robotniczej w Poznaniu i delegatem na VII, VIII i X Zjazd PZPR. W 1989 uzyskał mandat posła na Sejm kontraktowy. Został wybrany w okręgu Poznań-Stare Miasto z puli PZPR. Na koniec kadencji należał do Poselskiego Klubu Pracy, był członkiem Komisji Rolnictwa i Gospodarki Żywnościowej oraz Komisji Nadzwyczajnej do rozpatrzenia projektów ustaw dotyczących spółdzielczości. Nie ubiegał się o reelekcję.

## Odznaczenia
- Order Sztandaru Pracy I klasy (1977)
- Order Sztandaru Pracy II klasy (1986)
- Krzyż Kawalerski Orderu Odrodzenia Polski (1973)
- Srebrny Krzyż Zasługi (1968)[3]